# Carole Péon
Carole Péon (Nice, 4 de novembro de 1978) é uma triatleta profissional francesa. 

## Carreira

### Londres 2012
Carole Péon disputou os Jogos de Londres 2012, terminando em 29º lugar com o tempo de 2:03:58. 